# Концертино (Яначек)
Концертино для фортепиано, двух скрипок, альта, кларнета, валторны и фагота — произведение чешского композитора Леоша Яначека.

## История
Пьеса была написана в первые месяцы 1925 года, но у Яначека уже в конце прошлого года созрела мысль о её написании. На композитора произвело впечатление мастерство пианиста Яна Хержмана, и поэтому он посвятил сочинение ему. Произведение первоначально задумывалось как концерт для фортепиано с оркестром под названием «Весна», но позже он превратился в камерное концертино. Пьеса была завершена 25 апреля 1925 года, как указано Яначеком на рукописи.
Премьера «Концертино» состоялась 16 февраля 1926 года в Брно на третьем концерте Клуба моравских композиторов (чеш. Klub moravských skladatelů). Партию фортепиано исполнила Илона Штепанова-Курзова, первой скрипки ― Франтишек Кудлачек, второй скрипки ― Виктор Нопп, альта ― Йозеф Тркан, кларнета ― Станислав Кртичка, валторны ― Франтишек Янски, фагота ― Франтишек Бржиза. Произведение имело большой успех: оно было дважды сыграно на премьере и вскоре получило признание во всей Европе.
Композиция была впервые опубликована пражским издательством «Hudební matice» в 1926 году.

## Структура
Пьеса состоит из четырёх частей:
- Moderato

- Più mosso

- Con moto

- Allegro